# Bellechassagne
Bellechassagne is een gemeente in het Franse departement Corrèze (regio Nouvelle-Aquitaine) en telt 73 inwoners (2009). De plaats maakt deel uit van het arrondissement Ussel.

## Geografie
De oppervlakte van Bellechassagne bedraagt 14,4 km², de bevolkingsdichtheid is dus 5,1 inwoners per km².
De onderstaande kaart toont de ligging van Bellechassagne met de belangrijkste infrastructuur en aangrenzende gemeenten.

## Demografie
Onderstaande figuur toont het verloop van het inwonertal (bron: INSEE-tellingen).